# Agence nationale des impôts
L'Agence nationale des impôts (国税庁, Kokuzei-chō, NTA) est l'agence officielle de perception des impôts du Japon. Depuis octobre 2018, le commissaire de la NTA est Takeshi Fujii.

## Mission
La mission officielle de l'agence : Permettre aux contribuables de s'acquitter correctement et en douceur de leur responsabilité fiscale.
Pour accomplir la mission énoncée ci-dessus, l'Agence nationale des impôts est chargée de s'acquitter des responsabilités stipulées à l'article 19 de la loi portant création du ministère des Finances, tout en tenant dûment compte de la transparence et de l'efficacité. 